# Kispirit
Kispirit ist eine ungarische Gemeinde im Kreis Devecser im Komitat Veszprém.

## Geschichte
Kispirit wurde 1532 erstmals urkundlich erwähnt.